# Tour du Finistère 2014
Il Tour du Finistère 2014, ventinovesima edizione della corsa e valida come evento dell'UCI Europe Tour 2014 categoria 1.1, si svolse il 19 aprile 2014 su un percorso totale di circa 185,4 km. Fu vinto dal belga Antoine Demoitié che terminò la gara in 4h48'22", alla media di 38,57 km/h.
Al traguardo 67 ciclisti portarono a termine la gara.

## Squadre e corridori partecipanti
| N.      | Cod. | Squadra                      |
| ------- | ---- | ---------------------------- |
| 1-8     | EUC  | Team Europcar                |
| 11-18   | BSE  | Bretagne-Séché Environnement |
| 21-28   | FDJ  | FDJ.fr                       |
| 31-38   | COF  | Cofidis, Solutions Credits   |
| 41-48   | WGG  | Wanty-Groupe Gobert          |
| 51-58   | ALM  | AG2R La Mondiale             |
| 61-68   | BIG  | BigMat-Auber 93              |
| 71-78   | RLM  | Roubaix-Lille Metropole      |
| 81-88   | LPM  | La Pomme Marseille 13        |
| 91-98   | TSV  | Topsport Vlaanderen-Baloise  |
| 101-108 | MTN  | MTN-Qhubeka                  |
| 111-118 | VER  | Veranclassic-Doltcini        |
| 121-128 | WBC  | Wallonie-Bruxelles           |
| 131-138 | KRA  | Team Ringeriks-Kraft         |

## Ordine d'arrivo (Top 10)
| Pos. | Corridore          | Squadra      | Tempo    |
| ---- | ------------------ | ------------ | -------- |
| 1    | Antoine Demoitié   | Wallonie     | 4h48'22" |
| 2    | Julien Simon       | Cofidis      | s.t.     |
| 3    | Armindo Fonseca    | Bretagne     | s.t.     |
| 4    | Kristian Sbaragli  | MTN-Qhubeka  | s.t.     |
| 5    | Natnael Berhane    | Europcar     | s.t.     |
| 6    | Laurent Évrard     | Wallonie     | a 4"     |
| 7    | Quentin Jauregui   | Roubaix      | a 6"     |
| 8    | Domingos Gonçalves | La Pomme M.  | a 7"     |
| 9    | Maxime Daniel      | AG2R La Mon. | a 13"    |
| 10   | Yoann Bagot        | Cofidis      | a 14"    |